# Eleições estaduais no Piauí em 1950
As eleições estaduais no Piauí em 1950 ocorreram 3 de outubro como parte das eleições gerais no Distrito Federal, em 20 estados e nos territórios federais do Acre, Amapá, Rondônia e Roraima. Em todo o país foram eleitos 20 governadores, um terço dos senadores, deputados federais e deputados estaduais.
Antes de iniciada a campanha, os caciques do PSD tiveram que definir qual seria o candidato apto a enfrentar o médico e jornalista Eurípedes Aguiar, que foi eleito governador do Piauí em 1916 e era candidato pela UDN com o apoio do governador José da Rocha Furtado. Após negociar à exaustão, os pessedistas sanaram as divisões internas entre Leônidas Melo, Sigefredo Pacheco e Pedro Freitas, cabendo ao último disputar o Palácio de Karnak. Embora o PSP tivesse candidatura própria, a eleição ficou restrita aos dois grandes partidos do estado e nela o PSD elegeu o governador Pedro Freitas, o vice-governador Milton Brandão e o senador Raimundo de Arêa Leão por estreita margem.
Nascido em José de Freitas, o governador Pedro Freitas foi comerciante e pecuarista e por fim empresário do ramo da cera de carnaúba. Foi vereador e presidente da Câmara Municipal em sua terra natal antes de mudar para Teresina em 1937. Por nomeação do presidente Eurico Gaspar Dutra, assumiu uma cadeira no Conselho Administrativo do estado do Piauí e como presidente desse órgão sua posição equivalia à de vice-governador. Nas eleições deste ano seu companheiro de chapa foi o agropecuarista Milton Brandão que, natural de Pedro II, foi prefeito da cidade durante o Estado Novo e com o fim do regime foi eleito deputado estadual pelo PSD em 1947 e vice-governador do Piauí em 1950.
Formado em Engenharia Civil pela Universidade Federal do Rio de Janeiro, o senador Raimundo de Arêa Leão nasceu em Teresina, cidade da qual foi nomeado prefeito após a Revolução de 1930 pelo irmão, o interventor Humberto de Arêa Leão, embora tenha exercido o cargo por pouco tempo. Secretário de Fazenda e secretário de Viação e Obras Públicas do Piauí, foi um dos fundadores do Esporte Clube Flamengo e na política foi eleito deputado federal via PSD em 1945. Morto no decurso do mandato senatorial, deu lugar a Waldemar Santos.

## Resultado da eleição para governador
Os percentuais refletem o total dos votos válidos obtidos pelos candidatos segundo os votos apurados. Ao todo compareceram 166.303 eleitores sendo que 4.805 votaram em branco (0,61%) e 3.029 votaram nulo (2,61%). Houve 158.469 votos nominais.
| Candidatos a governador do estado | Candidatos a vice-governador | Número | Coligação           | Votação | Percentual |
| --------------------------------- | ---------------------------- | ------ | ------------------- | ------- | ---------- |
| Pedro Freitas PSD                 | Ver abaixo -                 | -      | PSD (sem coligação) | 74.768  | 47,18%     |
| Eurípedes Aguiar UDN              | Ver abaixo -                 | -      | UDN (sem coligação) | 73.429  | 46,34%     |
| Agenor Almeida PSP                | Ver abaixo -                 | -      | PSP, PTB, POT       | 10.272  | 6,48%      |
| Fontes:                           |                              |        |                     |         |            |

## Resultado da eleição para vice-governador
Os percentuais refletem o total dos votos válidos obtidos pelos candidatos segundo os votos apurados. Houve 155.412 votos nominais.
| Candidatos a governador do estado | Candidatos a vice-governador | Número | Coligação           | Votação | Percentual |
| --------------------------------- | ---------------------------- | ------ | ------------------- | ------- | ---------- |
| Ver acima -                       | Milton Brandão PSD           | -      | PSD (sem coligação) | 80.745  | 51,95%     |
| Ver acima -                       | Cândido Ataíde UDN           | -      | UDN (sem coligação) | 74.389  | 47,87%     |
| Ver acima -                       | Agenor Menezes PSP           | -      | PSP, PTB, POT       | 278     | 0,18%      |
| Fontes:                           |                              |        |                     |         |            |

## Resultados da eleição para senador
Os percentuais refletem o total de votos válidos obtidos pelos candidatos. Foram apurados 8.492 votos em branco (5,11%) e 3.043 votos nulos (1,83%), calculados sobre o comparecimento de 166.303 eleitores. Houve 154.768 votos nominais.
| Candidatos a senador da República | Candidatos a suplente de senador | Número | Coligação           | Votação | Percentual |
| --------------------------------- | -------------------------------- | ------ | ------------------- | ------- | ---------- |
| Raimundo de Arêa Leão PSD         | Ver abaixo -                     | -      | PSD (sem coligação) | 78.039  | 50,42%     |
| Ribeiro Gonçalves UDN             | Ver abaixo -                     | -      | UDN (sem coligação) | 76.729  | 49,58%     |
| Fontes:                           |                                  |        |                     |         |            |

## Resultados da eleição para suplente de senador
Foram apurados 153.738 votos nominais.
| Candidatos a senador da República | Candidatos a suplente de senador | Número | Coligação           | Votação | Percentual |
| --------------------------------- | -------------------------------- | ------ | ------------------- | ------- | ---------- |
| Ver acima -                       | Waldemar Santos PSD              | -      | PSD (sem coligação) | 77.932  | 50,69%     |
| Ver acima -                       | Celso Eulálio UDN                | -      | UDN (sem coligação) | 75.806  | 49,31%     |
| Fontes:                           |                                  |        |                     |         |            |

## Deputados federais eleitos
São relacionados os candidatos eleitos com informações complementares da Câmara dos Deputados.

Representação eleita
  UDN: 4
  PSD: 3

FonteːTSE
| Deputados federais eleitos | Partido | Votação | Percentual | Cidade onde nasceu | Unidade federativa |
| Leônidas Melo              | PSD     | 17.656  |            | Barras             | Piauí              |
| José Cândido Ferraz        | UDN     | 16.262  |            | Teresina           | Piauí              |
| José Vitorino Correia      | PSD     | 15.959  |            | Itapecerica        | Minas Gerais       |
| Sigefredo Pacheco          | PSD     | 15.066  |            | Campo Maior        | Piauí              |
| Demerval Lobão             | UDN     | 13.104  |            | Campo Maior        | Piauí              |
| Chagas Rodrigues           | UDN     | 11.120  |            | Parnaíba           | Piauí              |
| Antônio Correia            | UDN     | 9.265   |            | União              | Piauí              |
| Fontes:                    |         |         |            |                    |                    |

## Deputados estaduais eleitos
Estavam em jogo 32 cadeiras na Assembleia Legislativa do Piauí.

Representação eleita
  UDN: 15
  PSD: 14
  PTB: 2
  PSP: 1

FonteːTSE
| Deputados estaduais eleitos    | Partido | Votação | Percentual | Cidade onde nasceu  | Unidade federativa |
| Darcy Araújo                   | PTB     | 4.762   |            | Parnaíba            | Piauí              |
| Constantino Pereira            | PSD     | 3.666   |            | São João do Piauí   | Piauí              |
| Edison Ferreira                | PSD     | 3.605   |            | São Raimundo Nonato | Piauí              |
| Alberto Silva                  | UDN     | 3.317   |            | Parnaíba            | Piauí              |
| Edgar Nogueira                 | PSD     | 3.244   |            | Teresina            | Piauí              |
| Milton Aguiar                  | UDN     | 3.214   |            | Teresina            | Piauí              |
| José Ribamar de Castro Lima    | UDN     | 3.203   |            | Parnaíba            | Piauí              |
| João Carvalho                  | UDN     | 3.020   |            | Santana do Cariri   | Ceará              |
| Mário José de Andrade          | UDN     | 2.893   |            | Campo Maior         | Piauí              |
| Joaquim Gomes Calado           | UDN     | 2.864   |            | Picos               | Piauí              |
| Alberto Luz                    | UDN     | 2.753   |            | Jaicós              | Piauí              |
| Antônio Santos Rocha           | PSD     | 2.616   |            | Jerumenha           | Piauí              |
| Antônio Félix de Carvalho      | PSD     | 2.591   |            |                     |                    |
| Ferreira de Castro             | UDN     | 2.589   |            | Floriano            | Piauí              |
| Adalberto de Moura Santos      | PSD     | 2.582   |            | Picos               | Piauí              |
| Octávio Miranda                | PSD     | 2.547   |            | Campo Maior         | Piauí              |
| Costa Neto                     | UDN     | 2.542   |            | São João do Piauí   | Piauí              |
| Manuel Nogueira Lima           | UDN     | 2.530   |            | Pedro II            | Piauí              |
| Gumercindo Paz Saraiva Ribeiro | UDN     | 2.447   |            |                     |                    |
| Alcides Nunes                  | PSD     | 2.432   |            | Valença do Piauí    | Piauí              |
| Antenor Neiva                  | UDN     | 2.411   |            | Picos               | Piauí              |
| Wenceslau Sampaio              | UDN     | 2.364   |            | Buriti dos Lopes    | Piauí              |
| Ezequias Costa                 | UDN     | 2.336   |            | Barras              | Piauí              |
| Caio Damasceno                 | PSD     | 2.233   |            | Paulistana          | Piauí              |
| Epaminondas Castelo Branco     | PSD     | 2.225   |            | Buriti dos Lopes    | Piauí              |
| João Clímaco d'Almeida         | PSD     | 2.213   |            | Teresina            | Piauí              |
| Orlando Carvalho               | UDN     | 2.200   |            | Amarante            | Piauí              |
| Augusto Rocha Neto             | PSD     | 2.144   |            | Oeiras              | Piauí              |
| Waldemar Leal                  | PSD     | 2.090   |            | Amarante            | Piauí              |
| Clóvis Melo                    | PSD     | 2.056   |            |                     |                    |
| Agenor Almeida                 | PSP     | 1.975   |            | Palmeirais          | Piauí              |
| Inácio Soares da Silva         | PTB     | 1.313   |            | Aroazes             | Piauí              |
| Fontes:                        |         |         |            |                     |                    |